# Quarterflash (album)
Quarterflash è il primo album in studio del gruppo musicale statunitense omonimo, pubblicato nell'ottobre 1981.
Uno dei singoli di maggior successo dell'album è stato Harden My Heart, pubblicato il 25 settembre 1981, ovvero un mese prima della pubblicazione dell'album. Il secondo singolo estratto è stato Find Another Fool, pubblicato nel 1982.

## Tracce
1. Harden My Heart – 3:51
2. Find Another Fool – 4:32
3. Critical Times – 5:06
4. Valerie – 4:20
5. Try to Make It True – 3:38
6. Right Kind of Love – 3:49
7. Cruisin' With the Deuce – 4:10
8. Love Should Be So Kind – 3:10
9. Williams Avenue – 7:57